# Stupid Fun Club
A Stupid Fun Club é uma empresa de entretenimento.
Foi fundada em 2001 por Will Wright em parceria com a antiga empresa em que Will trabalhava, a Electronic Arts.
O foco da empresa é fornecer soluções criativas para videogames, brinquedos e indústrias televisivas.
A Stupid Fun Club também já fez e continua a fazer projetos em testes de Robôs e também com fins de entretenimento, como séries de TV.